# Mount England
Mount England ist ein 1205 m hoher und von einem Felskegel überragter Berg an der Scott-Küste des ostantarktischen Viktorialands. Er ragt unmittelbar südlich des New Glacier im nordöstlichen Teil der Gonville and Caius Range auf.
Teilnehmer der Discovery-Expedition (1901–1904) unter der Leitung des britischen Polarforschers Robert Falcon Scott entdeckten ihn. Scott benannte den Berg nach Rupert England (1878–1942), Offizier an Bord der Morning zur Befreiung der Expeditionsteilnehmer und späterer Kapitän der Nimrod bei der Nimrod-Expedition (1907–1909) des britischen Polarforschers Ernest Shackleton.